# Stazione di Friedenau
La stazione di Friedenau è una stazione ferroviaria di Berlino, sita nel quartiere di Schöneberg ma a servizio del quartiere di Friedenau. È posta sulla linea ferroviaria Wannseebahn, ed è servita esclusivamente dai treni della S-Bahn.

## Storia
La stazione entrò in esercizio il 1º novembre 1874, e fu costruita al fine di servire il nuovo quartiere residenziale di Friedenau. Nel 1891 venne completamente ricostruita, nell'ambito dei lavori di quadruplicamento della linea ferroviaria.
A partire dal 15 maggio 1933 la stazione fu servita dai treni elettrici della S-Bahn, che sostituirono il servizio suburbano preesistente.
In seguito allo sciopero dei ferrovieri della Deutsche Reichsbahn del 1980 l'esercizio sulla linea ferroviaria venne sospeso; venne riattivato il 1º febbraio 1985 dalla BVG.

## Strutture e impianti

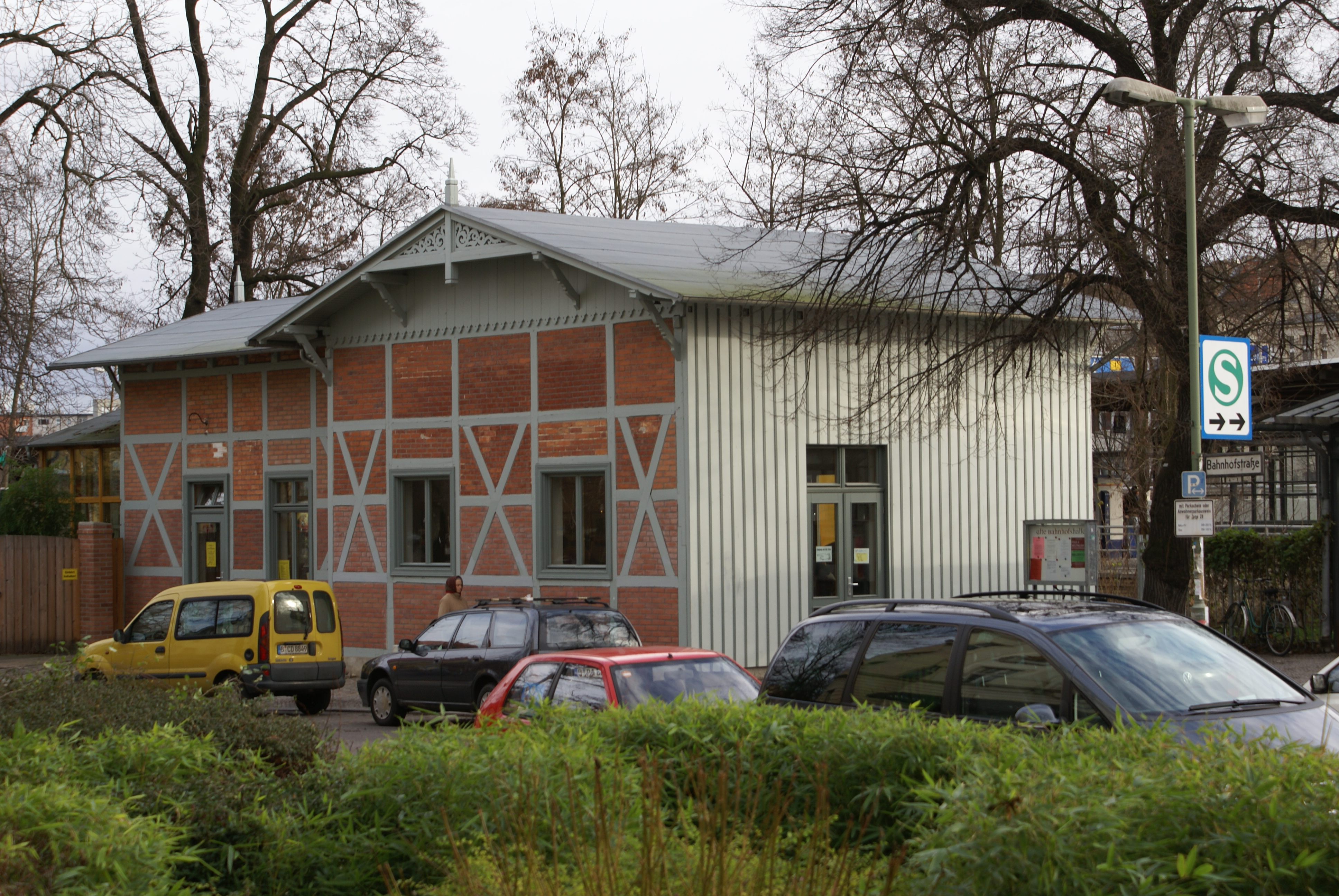
Il fabbricato viaggiatori

La stazione conta due binari, uno per ogni senso di marcia, serviti da una banchina ad isola, accessibile attraverso un sottopassaggio. Vi è un piccolo fabbricato viaggiatori, oggi utilizzato come spazio polifunzionale per mostre e concerti.
In passato la stazione era fornita di un piccolo scalo merci, demolito negli anni settanta del XX secolo per la costruzione dell'autostrada "Westtangente".

## Movimento
La stazione è servita dalla linea S1 della S-Bahn.